# SMS Nürnberg (1906)
Az SMS Nürnberg a Császári Haditengerészet egyik Königsberg-osztályú könnyűcirkálója – korabeli német megjelöléssel kiscirkálója – volt. Testvérhajói a Königsberg, a Stettin és a Stuttgart voltak. Kielben épült meg 1906 és 1908 között. Fő fegyverzetét 10 darab 10,5 cm-es gyorstüzelő ágyú alkotta, legnagyobb sebessége 23,4 csomó volt.
A cirkáló rövid ideig a hazai vizeken teljesített szolgálatot mielőtt 1910-ben külhoni szolgálatra küldték a Kelet-ázsiai Hajórajhoz. Az első világháború kitörésekor épp visszatérőben volt Csingtao támaszpontjára egy mexikói kiküldetéséről. Hazaútját megszakítva csatlakozott a déli vizeken gyülekező, Maximilian von Spee altengernagy vezette hajóraj zöméhez, mellyel átszelte a Csendes-óceánt és a chilei partok előtt 1914. november 1-én részt vett a Christopher Cradock ellentengernagy vezette brit hajórajjal vívott győztes coroneli csatában. A csatában a német hajórajtól lemaradt Nürnberg a sötétben összefutott a sérülten elmenekülni igyekvő Monmouth-szal és elsüllyesztette azt.
Egy hónappal később a német hajóraj támadást indított a Falkland-szigeteken lévő brit támaszpont ellen, amit azonban megszakítottak a kikötőben lévő erős ellenséges erők jelenléte miatt. Doveton Sturdee altengernagy előző nap ide érkezett jelentős túlerejű hadereje, melyhez két csatacirkáló is tartozott, üldözőbe vette a visszavonuló németeket és nagyrészt megsemmisítette Spee hajóraját. A Nürnberg a Kent páncélos cirkálóval vívott harcban süllyedt el.

## Tervezése

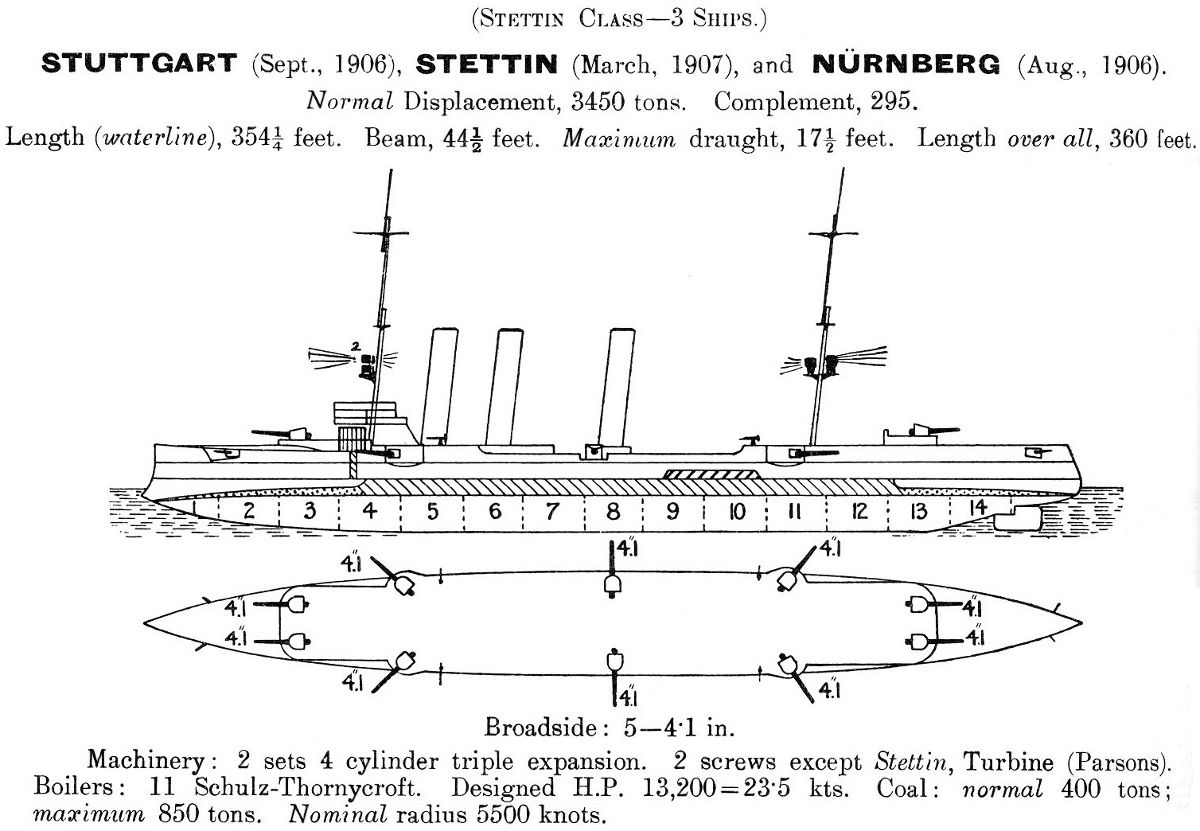
A Königsberg-osztály vázlati rajza

A Königsberg-osztály könnyűcirkálóit a hazai flotta kötelékében végrehajtandó felderítői feladatok valamint a külhoni szolgálat kritériumait egyaránt figyelembe véve tervezték meg. A költségvetési megszorítások ugyanis megakadályozták a Császári Haditengerészetet az adott feladatokra jobban specializált cirkálók építésében. A hajóosztály utolsó három egységének jellegzetessége volt a három kémény nem egyenlő távolságokban való elhelyezése. Közülük a hátulsó nagyobb távolságra volt a középsőtől, mint az első. Előbbi emiatt a „detasált kémény” („detachierter Schornstein”) gúnynevet kapta.
A cirkálót "Ersatz Blitz" néven – a leváltás előtt álló Blitz pótlásának szánva – rendelték meg 1906. január 16-án a kieli Kasierliche Werftnél. A vízrebocsátására 1906. augusztus 28-án került sor. A keresztelését Dr. Georg von Schuh, a névadó város polgármestere végezte.

### Technikai adatok
A Nürnberg teljes hosszúsága 116,8 m, szélessége 13,3 m, merülése az elülső részén 5,24 m volt. Vízkiszorítása 3902 t t volt teljes harci terhelés mellett. A meghajtásáról két darab háromszoros expanziójú gőzgép gondoskodott, melyeket 11 széntüzelésű Marine-gőzkazán látott el gőzzel. Legnagyobb sebessége 23,4 csomó, hatótávolsága 12 csomós sebesség mellett 4120 tengeri mérföld (7630 km) volt. A cirkáló személyzetéhez 322 fő, 308 sorállományú tengerész és 14 tiszt tartozott.

### Fegyverzete
Fő fegyverzetét tíz darab 10,5 cm űrméretű, 40-es kaliberhosszúságú gyorstüzelő ágyú adta, melyeket külön forgótalpakon helyeztek el. Kettőt helyeztek el egymás mellett a hajó orrán, hasonlóan kettőt egymás mellett hátul, hármat-hármat pedig a hajó középső részén, annak két oldalán. A lövegek maximális emelkedése 30° volt, amivel legnagyobb lőtávolságuk 12 700 m volt. Lőszerkészletük 1500 darabos volt, amivel 150 lövedék jutott minden egyes ágyúra.
A fegyverzetéhez tartozott még nyolc 5,2 cm-es, 55-ös kaliberhosszúságú ágyú, melyekhez 4000 lövedék (500/cső) tartozott.
A cirkáló két 45 cm-es, a két oldalra néző víz alatti torpedóvető csővel is rendelkezett, melyekhez öt torpedó tartozott. 
A hajó fedélzete páncélozott volt, a legvastagabb középső részén ennek vastagsága 80 mm volt. A parancsnoki torony 100 mm-es oldalpáncélzattal rendelkezett.

## Szolgálata

### Honi vizeken

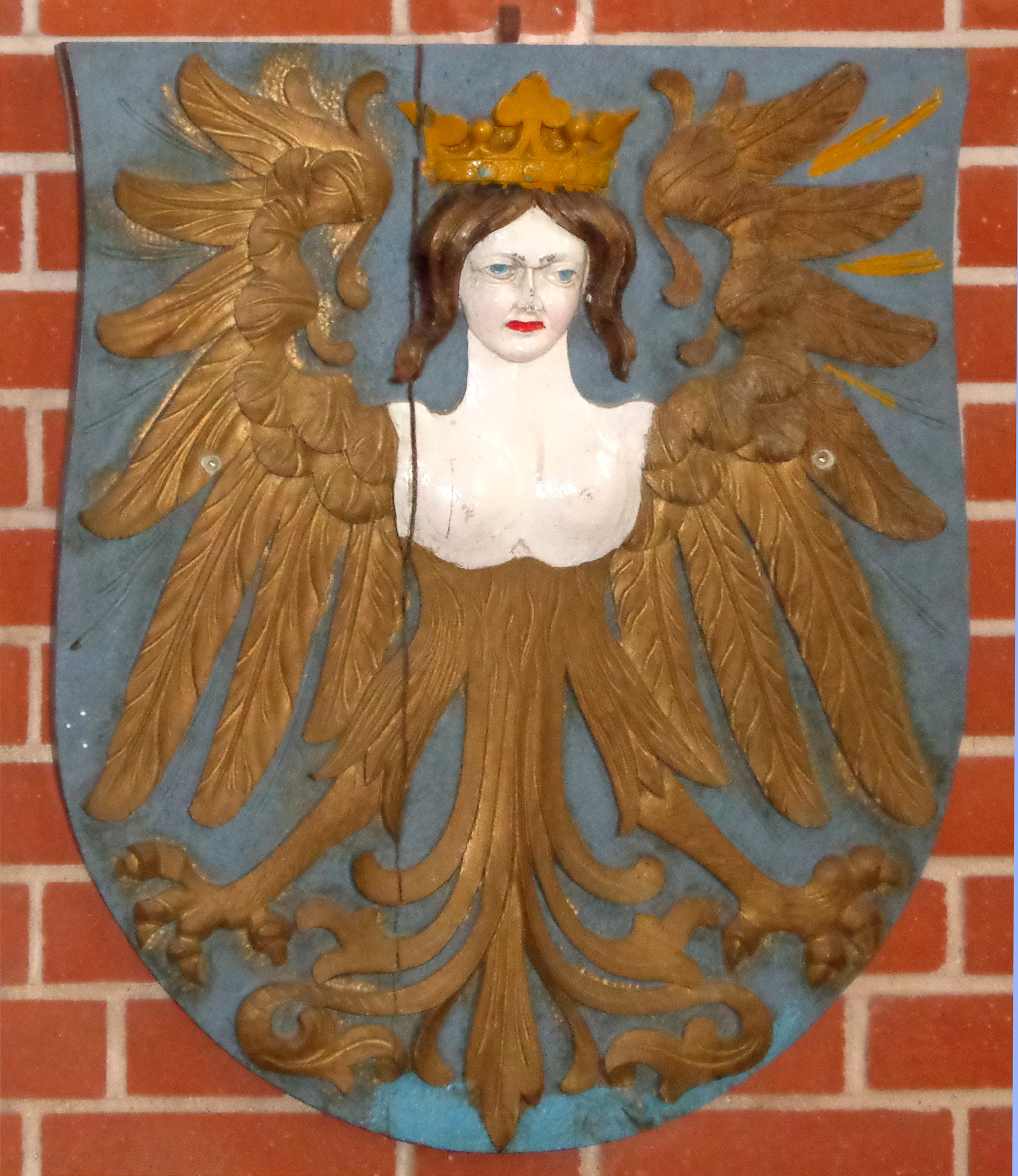
A Nürnberg címerpajzsa

A felszerelését követően 1908. április 10-én adták át és a Nyílt-tengeri Flotta (Hochseeflotte) kötelékébe került. Első parancsnoka Georg Schur fregattkapitány lett és ő alatta végezte a próbajáratait. Schur ezt megelőzően 1907. október 29. és 1908. január 19. között már levezette a turbinahajtású Stettin, majd 1908. február 1. és április 9. között a Stuttgart próbajáratait, így mind a három „detasált kéményű” könnyűcirkáló első parancsnokaként szolgált.
A Nürnberget már 1908. július 11-én kivonták 20 hónapra a szolgálatból a haditengerészetnél lévő krónikus létszámhiány miatt, ami nem tette lehetővé az összes modern egység szolgálatba állítását és huzamosabb külhoni szolgálatát. Testvérhajója, a Stuttgart is a próbajáratait követően tíz hónapig szolgálaton kívül volt.

### Külhoni szolgálat

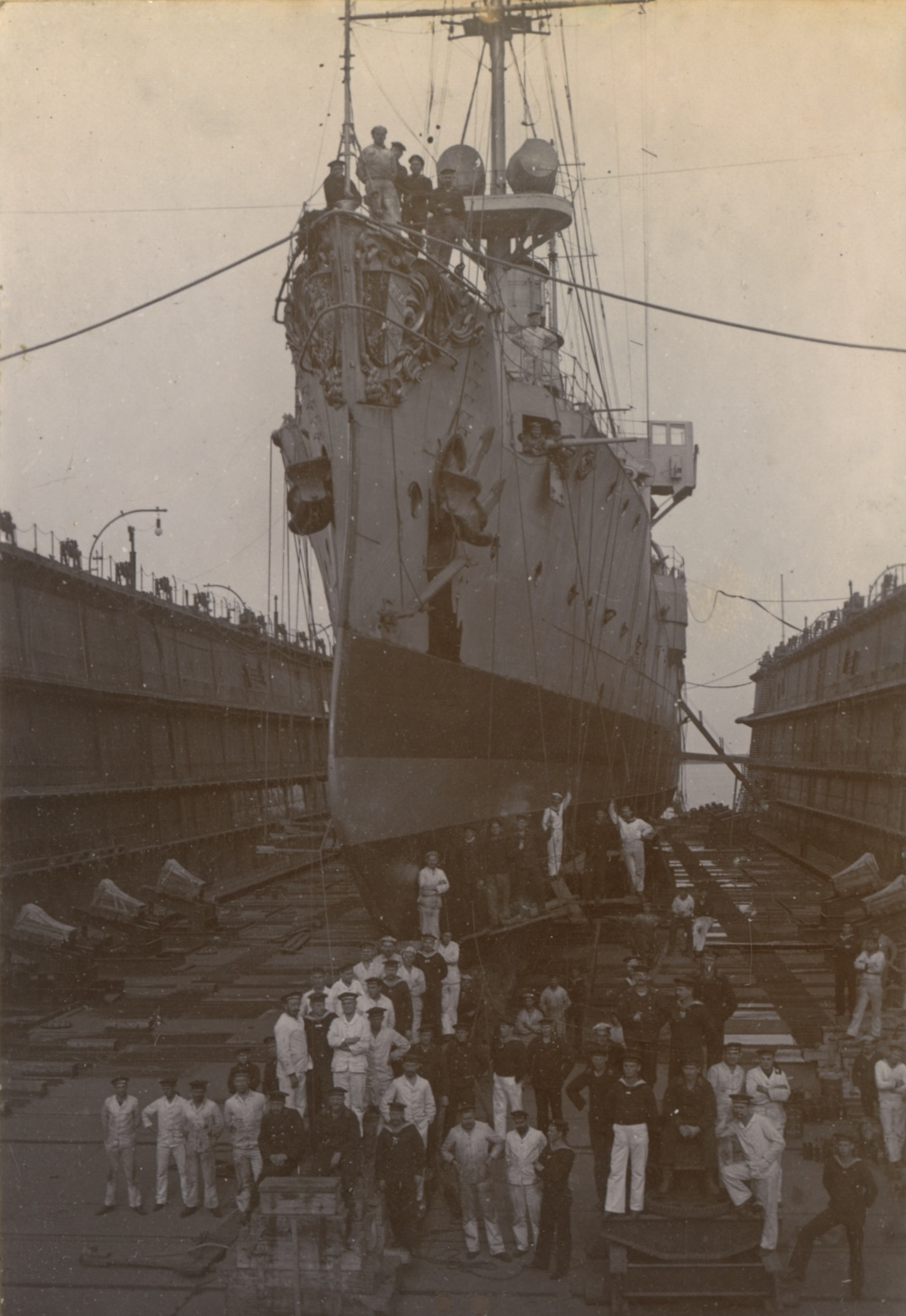
A cirkáló egy dokkban állva

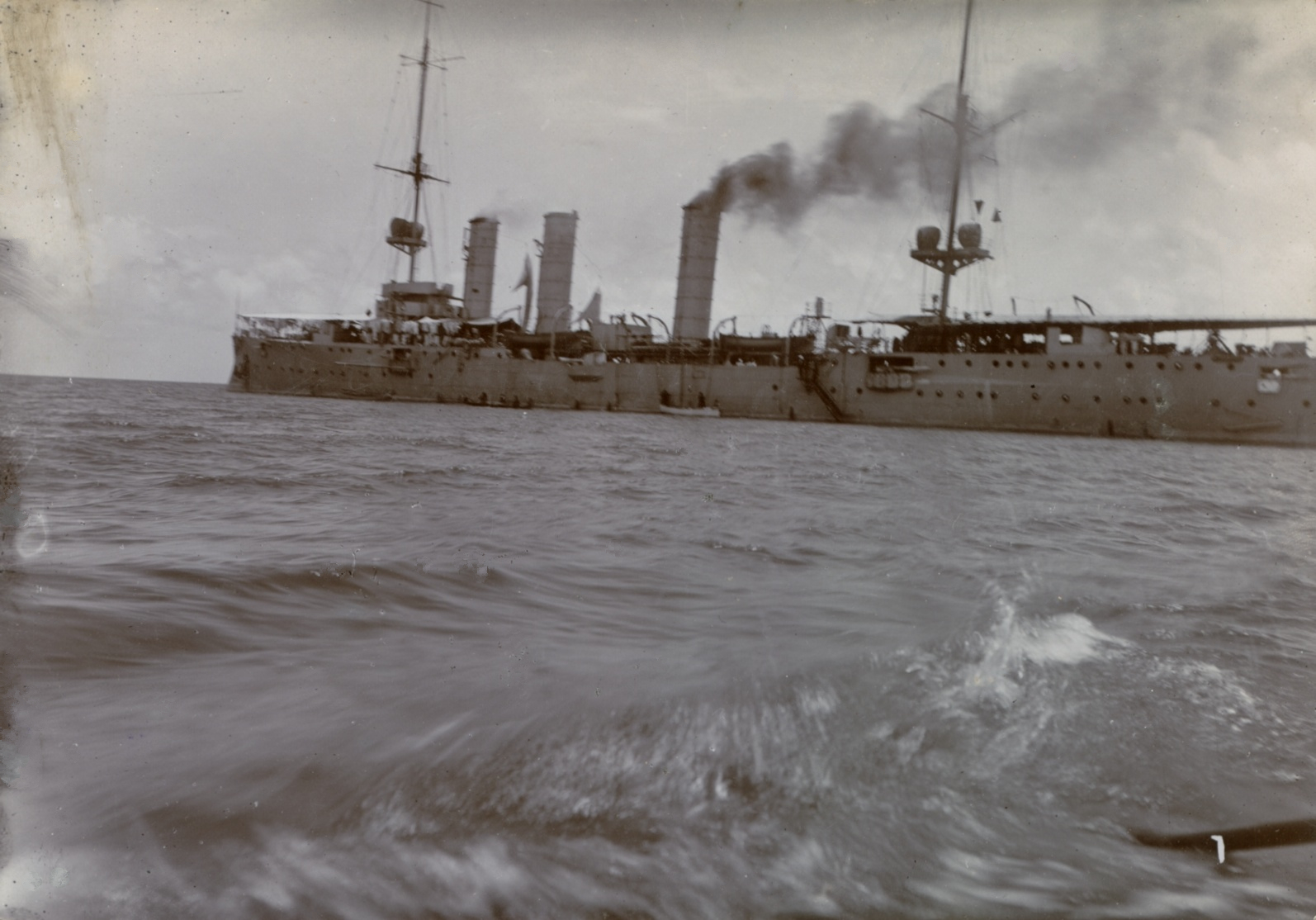
A Nürnberg az egyik csónakjával

1910. február 1-én a Nürnberget ismét szolgálatba állították és külhoni szolgálatra küldték. A Kelet-ázsiai Hajóraj kötelékéhez küldték a nála hat évvel idősebb és a Távol-Keletről visszavont Arcona könnyűcirkáló pótlására és már február 14-én útnak indult Wilhelmshavenből. Március elején Port Szaídban találkozott a már hazaúton lévő Arconával és itt a két hajó a legénységük egy részét elcserélte. Április 5-én érkezett Szingapúrba és ezzel az új állomáshelyének tevékenységi területére lépett. Innen folytatta a hajóraj támaszpontja, Csingtao kikötője felé vezető útját.
Az első hosszabb útjára június 20-án indult, mikor a hajóraj zászlóshajóját, a Scharnhorstot kísérte Saipan, Truk és Ponape érintésével Szamoáig, ahol július 19-et követően az itt állomásozó Cormoran és Condor ágyúnaszádokkal találkozott és bevárta a hajórajhoz újonnan áthelyezett Emden könnyűcirkálót, mely Dél-Amerika felé a Csendes-óceánon áthajózva érkezett meg ide egy hosszútávú tesztet követően július 22-én. A zászlóshajó a két könnyűcirkálóval Friedrich-Wilhelm-Hafen felé hajózott el, ahol a Planet kutatóhajó (Vermessungsschiff) hajtóműproblémák miatt vesztegelt. A Nürnberg előbb egy rendőrcsapatot szállított Hatzfeldhafenbe, ahol a helyi lakosság több munkást meggyilkolt, majd a Planetnek nyújtott támogatást és szeptember 9. és 24. között azt a Szunda-szoroson át vontatta Szingapúrba a javítások elvégzéséhez.
A hajórajhoz tartozott még a Leipzig könnyűcirkáló és 1911-től a zászlóshajó testvérhajója, a Gneisenau. Emellett az Iltis-osztály négy ágyúnaszádja, három folyami ágyúnaszád és a Taku valamint az S 90 rombolók tartoztak a rajhoz.
A következő akciója során a Nürnberg az Emdennel és a Cormorannal Ponape szigetén a sokeh törzs felkelését verte le 1911 elején. 1911 őszén a kínai forradalom kötötte le és a hajórajparancsnokkal a fedélzeten májusban és júniusban a felhajózott a Jangcén Hankauig. 1912 végén a csingtaói hajógyárban esett át átfogó javításokon.
1913. október 16-án a Nürnberg Jokohama kikötőjéből indulva tett utat Mexikó nyugati partjaihoz, hogy német, osztrák és svájci polgárokat vegyen védelme alá és a német érdekeket védelmezze a Mexikóban uralkodó nyugtalanságok elől.

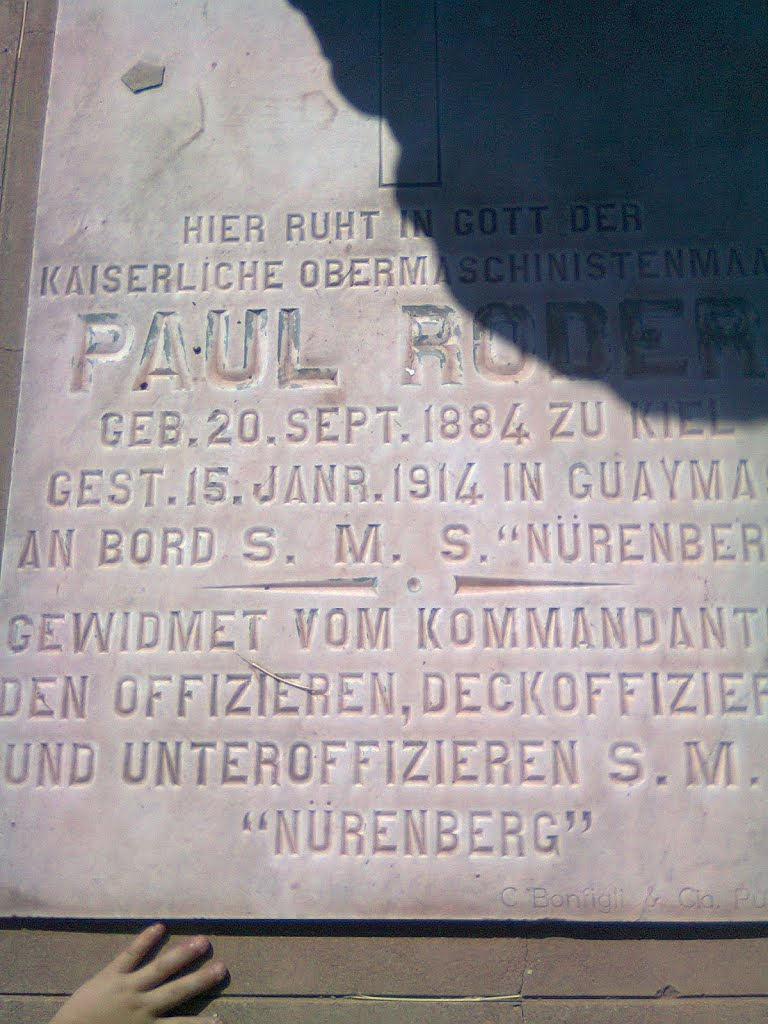
A Nürnberg legénységének egy a mexikói partoknál elhunyt tagjának síremléke Guaymasban

November 8-án első mexikói kikötőként La Pazt kereste fel és innen Mazatlán felé haladt tovább, ami a fő báziskikötője lett. A védelmi feladatai során a brit Algerine és Shearwater szlúpokkal, amerikai hadihajókkal – köztük a Pittsburgh, California és Maryland páncélos cirkálókkal, a New Orleans, Albany és Raleigh cirkálókkal – valamint december 25. után a japán Idzumo páncélos cirkálóval működött együtt.
Április 20. után a krízis egy mexikói-amerikai konfliktussá szélesedett és a Nürnberg – a japán páncélos cirkálóval szoros együttműködésben – átvette minden semleges állam polgárainak védelmét. 1914.  májusának végén Acapulco és Salina Cruz érintésével Panamavároshoz hajózott, hogy a legénységének egy részét lecserélje és átvegye a Németországból érkezett ellátmányt, mely röviddel a Panama-csatorna elkészülte előtt érkezett Colónba és vasúti szállítással küldték át Panamavárosba. Július 7-én Mazatlánban találkozott össze az őt leváltani érkező Leipziggel. Javítások elvégzése végett július 14. és 18. között San Francisco kikötőjében került dokkba, hogy onnan Honolulu érintésével Apiába menjen, ahol a Scharnhorsttal és a Gneisenauval kellett találkoznia. Az európai helyzet kiéleződése miatt a Nürnberget egyenesen Kelet-Ázsiába rendelték, de Csingtaóba már nem érhetett vissza. A brit és francia hadüzenetet követően 1914. augusztus 6-án Ponapénál találkozott a két páncélos cirkálóval.

## Első világháború

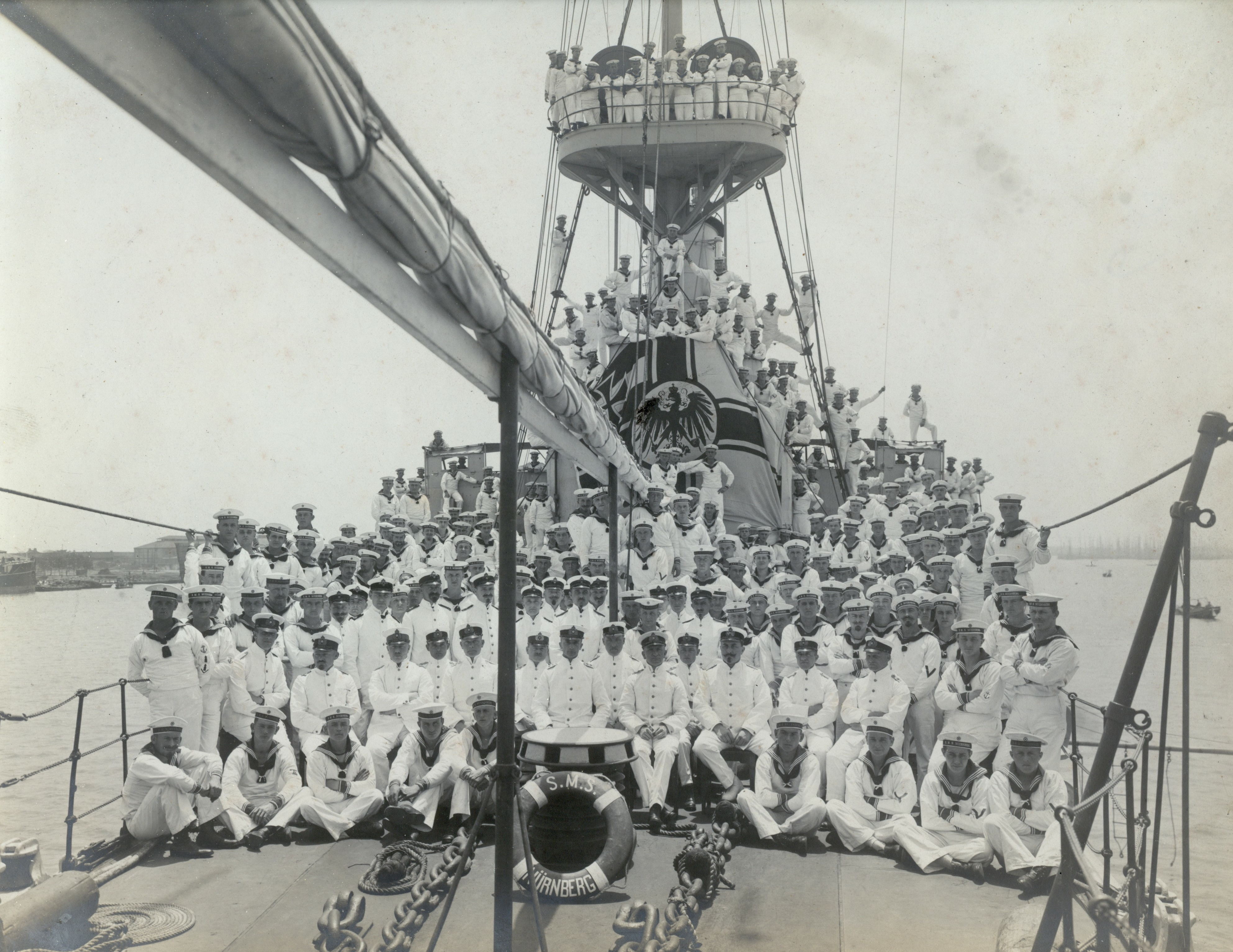
A cirkáló legénysége egy csoportfelvételen

Röviddel a háború kitörése előtt a Kelet-ázsiai Hajóraj két páncélos cirkálója a csendes-óceáni német gyarmatokra, Német Új-Guineára és Német Szamoára indult ellenőrzőkörutat tenni. A mozgósításról Ponape szigeténél értesültek. Spee tengernagy a raját augusztus 11-től a Mariana-szigeteknél lévő Pagan szigeténél vonta össze. Egy parancsnoki egyeztetés után a német hajók további útja a Marshall-szigeteken, Szamoán, Tahitin és a Húsvét-szigeten át a chilei partokhoz vezetett. 
Spee tengernagy tengernagy utasítására a Nürnberg augusztus 22. és szeptember 8. kivált a kötelékből, hogy a Titania gőzös kíséretében előbb Honoluluban postaküldeményeket adjon fel és híreket szerezzen be, majd a Fanning-szigethez hajózva semlegesítse az ottani brit rádióállomást.
Honoluluba érve szeptember 1-én az amerikai kikötőparancsnok, Moore ellentengernagy nem engedélyezte a Nürnbergnek a szénvételezést arra hivatkozva, hogy Németország hadviselő fél és a nemzetközi törvények alapján csak három hónap múlva vételezhetne újra szenet amerikai kikötőben. Ez a szabályok félreértelmezése volt a részéről, mivel mikor előzőleg itt járt a Nürnberg, Németország még nem állt hadban, így az akkori üzemanyagvételezés nem akadályozhatta a mostanit. Von Schönberg sorhajókapitány a kikötés után azonnal felhívta telefonon az amerikai tengernagyot és sikerült nála elérnie, hogy 750 t szenet a rendelkezésére bocsássanak. A szén vételezése közben azonban Moore megváltoztatta a döntését és csak 550 tonnát engedélyezett. A jogsértő magatartást tapasztalva Schönberg a helyi német konzullal Pearl Harborban személyesen kereste fel az amerikai tengernagyot és erélyes fellépésükkel sikerült a mennyiséget 700 tonnára felemelni. Schönberg az amerikai fél magatartásáról a következőket jegyezte fel:
„Az amerikai tengernagy kétségkívül részben durva hanyagságból, részben nagyon is a japánoktól való félelemből cselekedett [ily módon]. Végül 700 tonnát engedélyezett nekem; a nemzetközi törvények értelmében ennél jóval többet is felvehettem volna, de már túl sok időt veszítettem ahhoz, hogy tovább alkudozhattam volna, ezt amúgy is méltatlannak tartottam magamra nézve és ezt a tengernagy számára is kifejezésre juttattam.”
A Nürnberg este hétkor hagyta el a kikötőt a helyi német kolónia tagjainak jókívánságainak közepette 38 csatlakozott önkéntessel a fedélzetén. Kifutáskor a Kongo csatacirkáló és más japán hadihajók rádiójeleit fogták, de nem találkoztak össze egyikkel sem. A könnyűcirkáló szeptember 6-án csatlakozott ismét a hajórajhoz.

### Rajtaütés a Fanning-szigeten

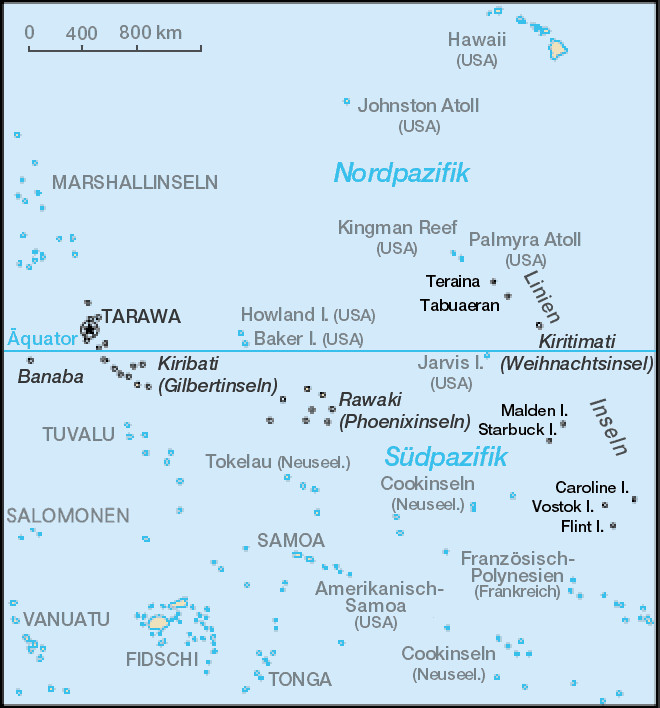
A Fanning-sziget (Tabuaeran atoll) elhelyezkedése a Csendes-óceán középső részén

Miután Schönberg jelentést tett Spee tengernagynak, ő azonnal újabb kiküldetési feladatot adott a könnyűcirkálójának szóban. Eszerint a Hawaii-tól délre lévő brit Fanning-sziget kommunikációs berendezéseit kellett megsemmisítenie. Szeptember 6-án 17:00-kor a Nürnberg a kábelvágó felszereléssel ellátott Titaniával elhagyta a hajórajt a sziget irányába. Fanninghez szeptember 7-én hajnalban ért oda francia zászló alatt hajózva. A britek látva a franciának vélt hajót felvonták a szigeten a saját lobogójukat. A cirkáló vízre tett egy fegyveresekkel teli csónakot. Amint a csónak a partok közelébe ért, a Nürnbergen a francia helyett felvonták a német lobogót, a partraszállók pedig foglyul ejtettek minden britet az állomás közelében.
Mielőtt még a berendezéseket megrongálhatták volna, a rádiókezelőknek sikerült leadniuk egy figyelmeztető üzenetet (A Nürnberg az; lőnek.) A németek súlyosan megrongálták a kommunikációs állomást és a Titania elvágta és elvontatta a víz alatti kábeleket. A titkos iratok áttanulmányozva tudomást szereztek a titkos készletekről. Az ezekhez tartozó pótalkatrészeket és a hozzájuk szükséges eszközöket felkutatták és használhatatlanná tették. Az állomás berendezéseit lőfegyverek tüzével és robbanószerekkel tették tönkre. A hivatalos iratokat a lőfegyverekkel és a hozzájuk való lőszerrel együtt elkobozták, a zászlórudat ledöntötték. Az akciót követő két hónapban a kábeleket nem lehetett használni, csak november 6-ra hozták őket ismét helyre. A brit beszámolók szerint a német tengerészek kifejezetten udvariasak voltak az akció során mindvégig, bár egyes helyeken epésen jegyezték meg, hogy még a levélbélyegeket is magukkal vitték.
Ezt követően míg a két páncélos cirkáló a Papeete alá vonult, addig a Nürnberg a kísérőhajókkal a Csendes-óceánt szelte át Dél-Amerika irányába.

### Coroneli csata

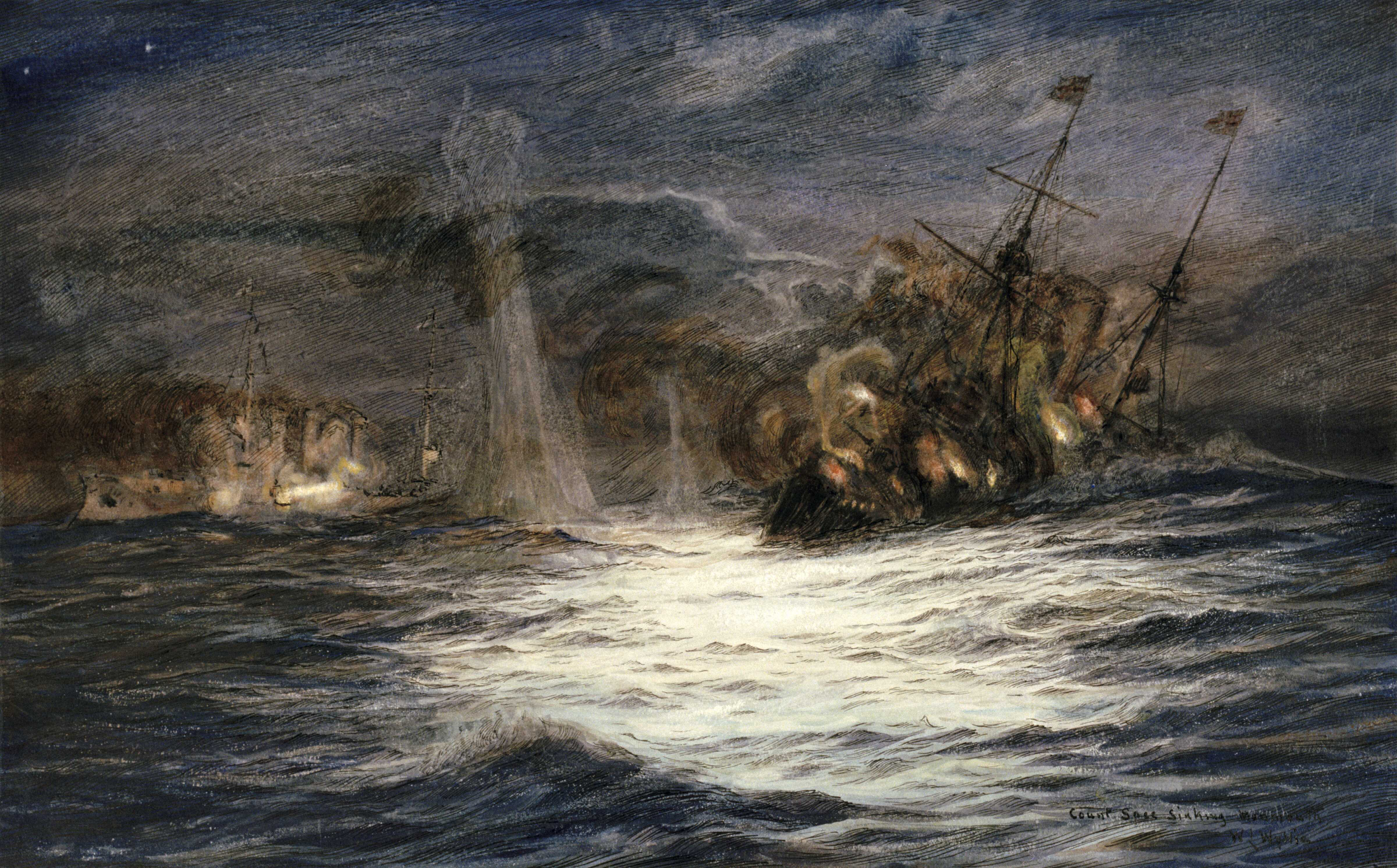
Spee gróf elsüllyeszti a Monmouth-t
William Lionel Wyllie festménye

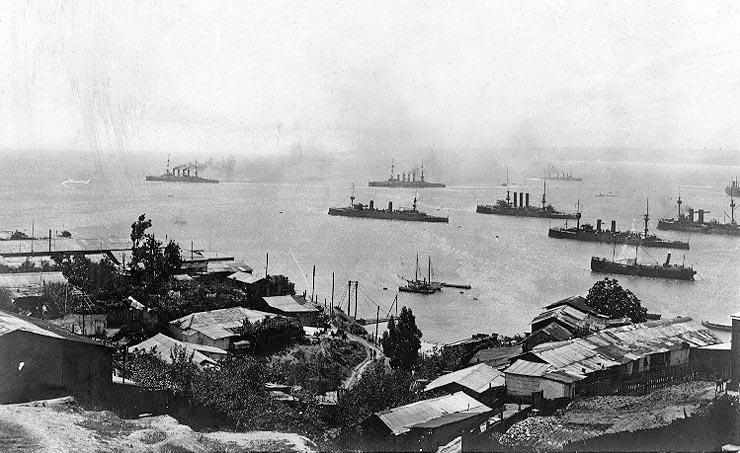
A Nürnberg (a jellegzetes kéményelosztásáról felismerhető a kép jobb oldalán fent) a Scharnhorst és a Gneisenau társaságában Valparaíso kikötőjének elhagyásakor – az előtérben chilei hadihajókkal

A chilei partoknál a német hajóraj 1914. november 1-én összetalálkozott Christopher Cradock ellentengernagy brit hajórajával. A coroneli csata során a Nürnberg, mely a többi német hajótól egy chilei vitorláshajó rakományának átvizsgálása miatt lemaradt, nem vett részt az összecsapásban a kezdetektől fogva, 21:00 körül belebotlott a már súlyos sérüléseket szenvedett Monmouth páncélos cirkálóba és ágyútűzzel elsüllyesztette azt.
November 3-án és 4-én a Nürnberg Valparaísóban a páncélos cirkálókkal kiegészítette a szénkészletét és ellátmányát. Végül a német hajók a Más a Fuera előtti nyílt horgonyzóhelyen ismét szenet és ellátmányt vételeztek német kereskedelmi hajókról. A Leipzig és a Dresden eközben szintén befutottak Valparaísóba, hogy az antant propagandája által híresztelt elsüllyesztésükre rácáfoljanak. A hajóraj november 15-én indult el az Amasis, Baden és Santa Isabel ellátóhajókkal a Horn-fok irányába. Közben nehéz időjárási körülmények közé kerültek és november 21. és 26. között a Penas-öbölben lévő St. Quentin-öbölben előkészített ellátási ponton horgonyoztak. Itt a Seydlitz harmadik ellátóhajóként csatlakozott a hajórajhoz. A már egy hónapja itt várakozó hajó október 20-án hagyta el Valparaísót 4150 t szénnel, ivóvízzel, ellátmánnyal és egyéb rakománnyal. A 2000 t szénnel és egyéb anyagokkal a Dresden ellátására megpakolt Ramses gőzőst már előzőleg leürítette. A Kosmos hajótársaság két további gőzöse, a Memphis és a Luxor újabb 6000 t szénnel érkezett be és a szintén leürített Amasis-szel együtt bocsátották el őket.
A Horn-fok elhagyása után újabb késedelem következett, mert a hajóraj december 2. és 6. között a Picton-sziget előtt horgonyzott, hogy mindenek előtt a Dresdennek lehetősége legyen szenet vételezni és így az összes hajónak legyen elegendő készlete ahhoz, hogy a Río de la Platát elérje. Ezzel egyidőben fogták el a 3000 t szenet szállító brit Drummuir barkot, melyet napokig tartó leürítése után elsüllyesztettek. Egy parancsnoki értekezlet során itt ismertette Spee tengernagy a Falkland-szigetek elleni támadás tervét.

### Falklandi csata

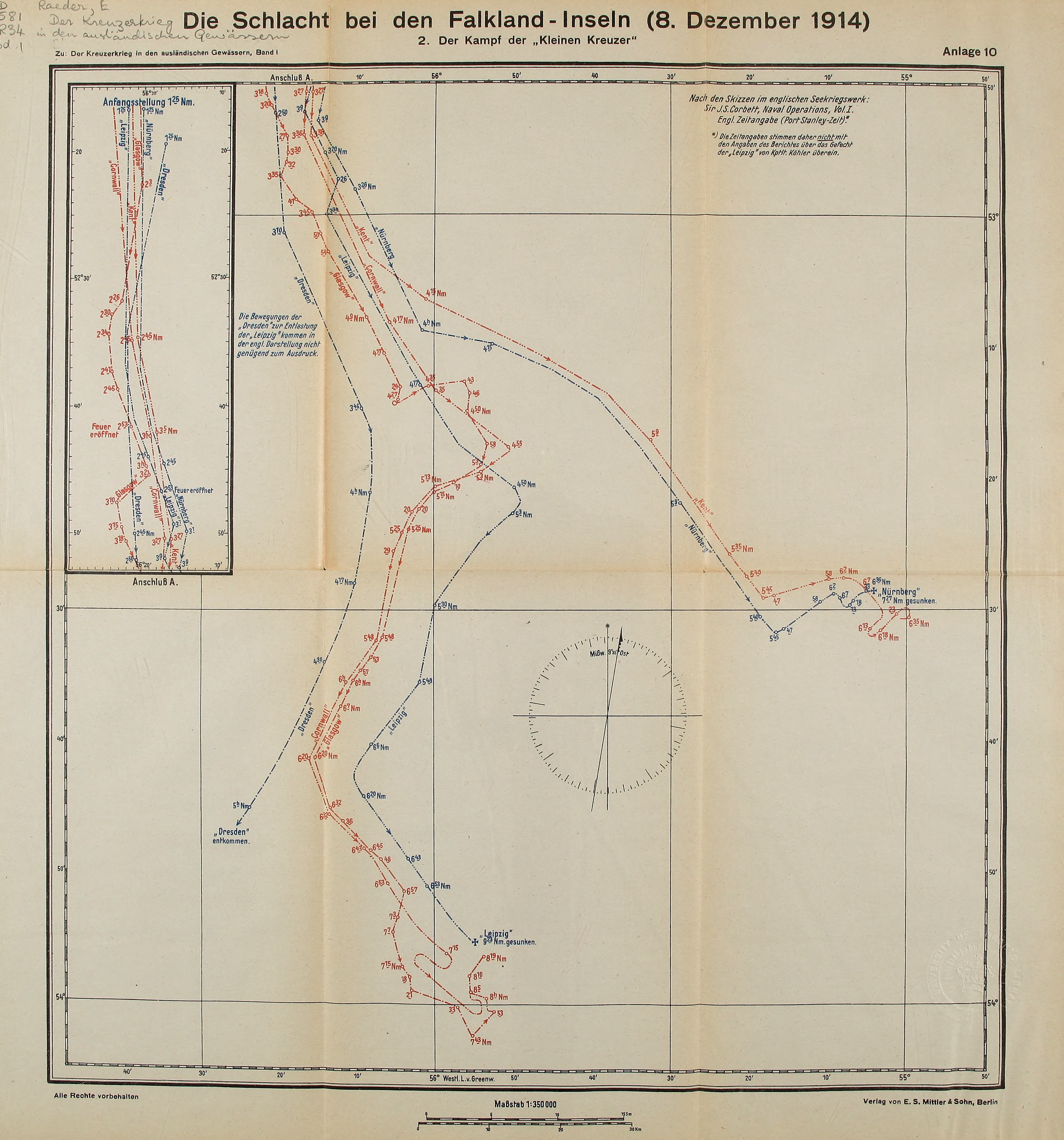
A Nürnberg útvonala a Falklandi csatában – szaggatott-kétpontos kék vonallal jelölve a jobb oldalon

1914. december 8-án kora reggel a német hajóraj megközelítette a Falkland-szigeteken lévő Port Stanley kikötőjét. A támaszpont elleni támadást a Gneisenaunak és a Nürnbergnek kellett volna végrehajtania, míg a többi hajó távolabbról biztosította őket. Spee meg akarta semmisíteni a támaszpont készleteit és rádióállomását valamint el akarta fogni a sziget kormányzóját. A kikötőhöz közelítő Nürnbergről és Gneisenauról nehéz egységek (pre-dreadnoughtok) jelenlétét jelentették, mire Spee visszarendelte őket. A német hajóraj nagy sebességgel igyekezett keleti irányba haladva kitérni az ellenség elől, de az előző nap Port Stanley-be befutó Doveton Sturdee vezette ellenséges hajóraj üldözőbe vette. A brit kötelék rendelkezett két csatacirkálóval (Invincible és Inflexible) is – melyek sebesség, tűzerő és páncélzat tekintetében fölényben voltak a német hajóraj összes egységével szemben – , továbbá a Cornwall, Kent és Carnarvon páncélos cirkálókkal valamint a Glasgow és Bristol könnyűcirkálókkal. Délben a britek beérték a németeket. 13:20-kor Spee gróf jelt adott a könnyűcirkálóinak a déli irányba való elkanyarodásra. Ő maga a két páncélos cirkálóval az ellenség felé vette az irányt és felvállalta velük a küzdelmet, hogy a könnyűcirkálók elszakadását megkönnyítse. A Nürnberg igyekezett délkeleti irányba elmenekülni, de a Kent, a Coronelnél a Nürnberg által elsüllyesztett Monmouth testvérhajója üldözőbe vette.
A Nürnberg kazánjai erősen elhasznált állapotúak voltak és szükség lett volna az átfogó karbantartásukra. Az erős terhelés miatt több gőzvezetéke eltört, ami jelentősen mérsékelte a sebességét és ezt követően a Kent hamar fel tudott zárkózni. 17:00 körül a Nürnberg nyitott elsőként tüzet 11 000 m  távolságból. Az első gránátjai túllőttek a célponton. A Kent nagyobb űrméretű, de régebbi ágyúi ebből a távolságból még nem érhették volna el a Nürnberget. Ekkorra az idő kezdett bepárásodni és beborulni. A brit cirkáló a brit jelentések szerint tíz perccel – a német visszaemlékezések szerint csak fél órával – a Nürnberg után nyitott tüzet 6400 méteres távolságból, de az első lövései még rövidek voltak. A lövedékek aláhullásának megfigyelését a megeredő gyenge eső korlátozta. A Nürnberg hamar belőtte magának a Kentet, de sokáig csak egy találatot ért el rajta.

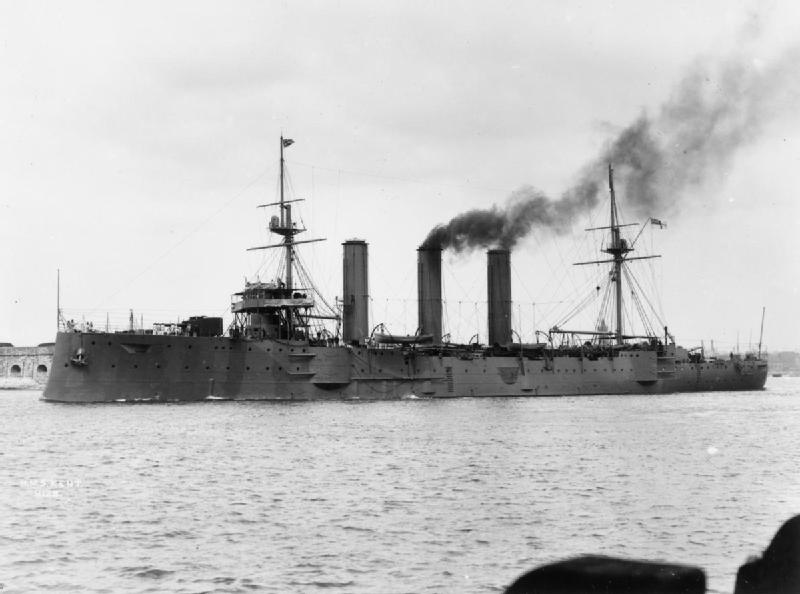
HMS Kent

A Kent irányzéka eleinte jó volt ugyan, de az első rövid lövések után túl hosszúakat lőtt. Miután belőtte magának a Nürnberget, sikerült elérnie az első találatot, mely a hátsó kéménybe csapódott közvetlenül a felépítmény felett. Az itt keletkezett tüzet hamar eloltották és a kéményen keletkezett lyukat betömték. Az ellenséges lövedékek ezt követően folyamatosan a Nürnberg körül csapódtak be és a következő találat a bal oldal közepén a 3. löveg közelében érte, több lövegkezelő életét kioltva és megsebesítve. A Kent időközben 5-6000 méterre megközelítette.
Miután a Nürnberg sebessége további gőzvezetékek törése miatt 18 csomóra esett vissza, 17:45-kor 90°-os bal oldali fordulót hajtott végre, hogy öt löveggel teljes sortüzet lőhessen a Kentre. A Kent is hasonlóan tett és 5300 m távolságból kezdtek tüzelni egymásra. A távolság eközben 2700  méterig csökkent és a Kent a nagyobb sebességének köszönhetően előrébb helyezkedett, hogy ezáltal a torpedók jelentette fenyegetést elkerülje. Az összecsapás ezen szakaszában több lövedék érte a hajó közepét a harmadik lövegek közötti részen. A baloldali löveg kezelőszemélyzete teljes egészében kiesett, míg a jobb oldali löveg erősen károsodott és a kezelői közül többen is megsebesültek. Ennek a lövegnek a závárzatát a bal oldaliéval pótolták. A becsapódó gránátok a jobb oldali elülső tiszti kabinokban tüzet okoztak, amit szintén sikerült eloltani. A jobboldali 5. löveget egy találat tett harcképtelenné.

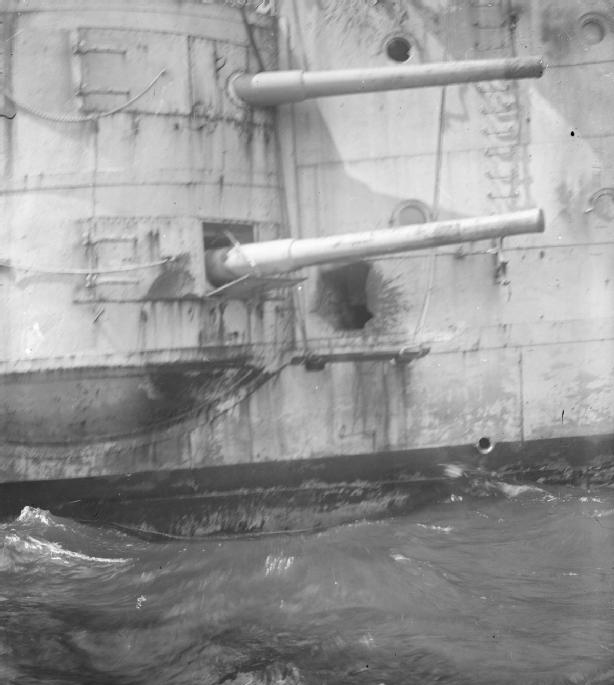
A Leipzig egyik lövedéke ütötte lyuk a Kent oldalán, a kazamatalövegek mellett

18:00 körül a Nürnberg élesen jobbra fordult, amit a Kent szintén követett. A manőver révén a távolság 3300  méterre nőtt. Hamarosan tűz ütött ki a Nürnbergen és már csak két lövege tudta viszonozni a tüzet. A német cirkáló sebessége ekkorra már olyannyira visszaesett, hogy 18:10-kor a Kent megpróbált az orra ellőtt elhaladni. Erre a Nürnberg 18:13 balra fordulva északkeleti irányra állt, vélhetőleg azzal a szándékkal, hogy a jobb oldali ágyúit bevethesse. A Kent is balra fordult és ezután 4300-4600 m távolságból tüzeltek egymásra. A Kent sortüzei ekkor nagy pusztítást vittek végbe a német cirkálón, a hajó elejét ért két találat kiiktatta az itteni két ágyút. A Kent szembe fordult vele és 5000 méterre megközelítette. Az orr-része alatt és a hátulján erősen lángolt, lövéseket már nem adott le és 18:30-kor a Schönberg sorhajókapitány kiadta a hajó elsüllyesztésére vonatkozó parancsot. A Kent parancsnoka ezután 3000  méterre közelítette meg a német hajót és újfent tüzet nyitott rá, mivel még mindig fent volt a hadilobogója.
A brit jelentés szerint öt percnyi lövetést követően, röviddel 19:00 előtt Nürnbergen bevonták a hadilobogót, amit a német túlélők beszámolói cáfolnak. Ugyanebben a jelentésében Sturdee megemlíti, hogy a német túlélők egy csoportja a már süllyedőben lévő hajón egy rúdon magasan tartva lengetett egy német zászlót. Emellett Pochhammer korvettkapitánynak, a Gneisenau rangidős túlélőjének írt memorandumában is azt írta, hogy egyik német hajó sem adta meg magát.
A Nürnberg 19:27-kor süllyedt el a D 53° 28′ 30″, Ny 55° 4′ 0″ koordinátákon. A legénységének mindössze 12 tagját sikerült kimentenie a brit hajónak, de közülük öten hamarosan elhunytak. A cirkálóról összesen 327 fő veszítette életét, köztük von Schönberg sorhajókapitány és Otto von Spee tengerészhadnagy, a hajóraj parancsnokának egyik fia.
Az összecsapás során a Nürnberg 38 találatot ért el a Kenten, de ezek az erős páncélzatának köszönhetően nem okoztak súlyos sérüléseket. Az egyik lövedéke átütötte a hajó oldalpáncélzatát az egyik kazamata mellett és lángra lobbantotta a kivetőtölteteket, de a lőszerraktárt még az előtt sikerült elárasztani, hogy a hajó felrobbant volna.

## Kulturális jelentősége

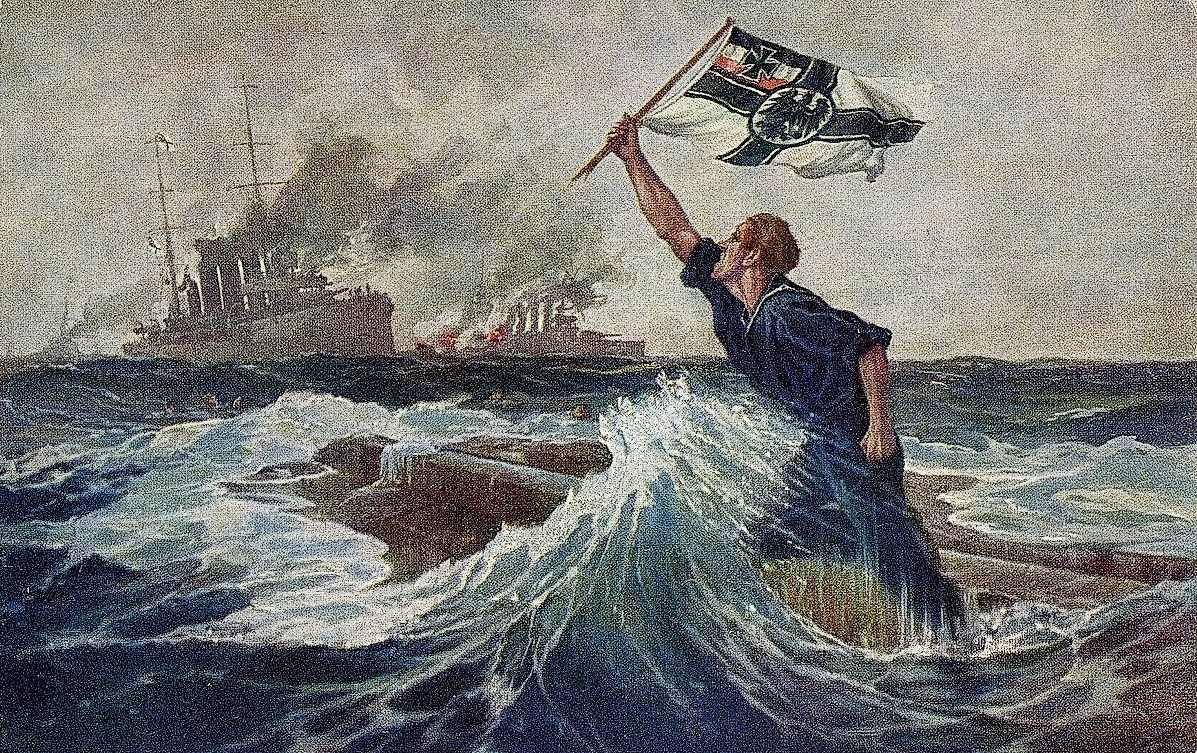
Der letzte Mann - Az utolsó ember
(Képeslap Hans Bohrdt festménye alapján)

A könnyűcirkálót számos képeslapon ábrázolták. Hans Bohrdt, a neves festő „Der letzte Mann” („Az utolsó ember”) címmel megfestette a cirkáló utolsó túlélőjét, aki az átfordult hajótest még épp kilátszó részén, félig már a vízben állva tartja magasba a német hadilobogót. A kép elkészültekor – a hivatalos német történetírást szerkesztő Raeder szerint tévesen – a Leipzig egyik tengerészeként határozta meg a rajta szereplő férfit. A motívumot korábban sokszor a korra jellemző heroizáló dicsőítésnek vélték, holott valójában a brit szemtanúk beszámolóiból ismert a jelenet. A brit tengerészeket csodálattal töltötte el a német hajótöröttek által tanúsított magas morál és kitartás, amit maga Sturdee altengernagy is megemlített a hivatalos jelentésében:
„(…) de miközben [a Nürnberg] süllyedt, a legénység egy csoportjának közepén egy magasan tartott rúdon ott lobogott a német hadilobogó.”

## Függelék – túlélői beszámoló
Räsch főtűzszerész a hajó elsüllyesztésére kiadott parancsot (18:30) követő utolsó perceire a következőképpen emlékezett vissza:

„A fűtők és gépkezelők valamint a fedélzet alatt tartózkodó emberek feljöttek és a parancsnak megfelelően a függőágyak ládáihoz léptek. Hamarosan mindenki függőággyal vagy valamilyen más úszóképes tárggyal szerelkezett fel és azzal hagyta el a fedélzetet. Mikor a magát vízbe vető emberek nagy része 30-40 méterre eltávolodott a hajótól, a „Kent” ismét tüzet nyitott. Az első ellenséges gránátok a vízben úszok legsűrűbb csoportja közé csapódtak be. Az elsőtiszt, v. Bülow sorhajóhadnagy, a tengerészfőorvos [Marine-Stabsarzt] Dr. Luedtke, Berndt tengerészhadnagy, Köhler tiszthelyettes és jómagam a jobb oldali 5. löveg mögött kerestünk fedezéket. Mikor a zászlót [Gaffelflagge] ellőtték, az elsőtiszt parancsot adott egy másik zászló kitűzésére. Berndt tengerészhadnagy egy csónakzászlót hozott és a jobb oldali hátulsó kutterdarun rögzítette azt, mivel a hátulsó árbócon már nem volt kötél. Miután a „Kent” felhagyott a tüzeléssel, láttam az adjutánst, Graf v. Spee (Otto) tengerészhadnagyot a hátulsó felépítményen hátra menni, a tüzértiszt, Kendell sorhajóhadnagy is hátrament a többi tiszthez a felépítményeket összekötő hídon [Laufbrücke]. – Úgy tűnt, hogy a parancsnok, v. Schönberg sorhajókapitány a „Kent” utolsó sortüze által veszítette életét a parancsnoki toronyban. – A csónakmester [Bootsmann] néhány ember segítségével vízre tette az első kuttert, melyben csak sebesültek kaptak helyet, köztük Pichert számvivőtiszt [Oberzahlmeister], akinek az egyik keze hiányzott. Alig távolodott el a csónak pár méterre a hajótól, mikor korábban nem észlelt, repeszdarabok által okozott sérülések miatt süllyedni kezdett. A még sértetlennek tűnő hullámtörő csónakot [Brandungsboot] is még rendben le tudták ereszteni, de rövid idővel később a benne ülőkkel együtt felborult.
A tisztek – első tiszt, tüzértiszt, torpedótiszt, adjutáns, tengerészorvos, Berndt tengerészhadnagy és Schack tartalékos tengerészhadnagy – a hátsó felépítményen álltak és egy „Kent” számára küldendő, a sebesültek egy csónakkal való elvitelével kapcsolatos jelzésen tanakodtak. Az adjutáns hozott egy zseblámpát, amivel leadtak egy morzejelet a „Kent” felé, de ezt nem észlelték mivel még elég világos volt. Az elsőtiszt kiadta még a parancsot a köztes fedélzet összes ablakának kinyitására, hogy a hajó gyorsabban megteljen és elsüllyedjen. A „Nürnberg” egyre inkább megdőlt a jobb oldalára, ami miatt a fedélzeten fekvő sebesültek lassan a vízbe csúsztak. Az adjutáns a hátsó felépítményen előrement, többet már nem láttam őt. A végén az elsőtiszt a jobb oldali 4. löveg korlátjánál már bokáig vízben és kabát nélkül állt. Innen kiáltott háromszoros hurrát a császárra. A „Nürnberg” körül ekkor már nyugodtabbá vált [a légkör], mivel a még életben maradottak eltávolodtak tőle, míg a többség a hideg miatt elgémberedve sodródott a vízben.
A hajónkat az angol gránátok erősen megviselték. Az előárbócot a fényszóró magasságáig ellőtték, a kéményeket átlyuggatták, mint egy szitát, főként az elülsőt. A parancsnoki híd a térképszobával és a hajóorral egyetemben lángokban állt. A kutterdaru zászlajának már csak a fele volt meg.
A hátulsó felépítmény korlátja már csak 2-3 méterre volt a víz felett, amikor a tüzértiszt és Berndt és Schack tengerészhadnagyok a tat bal oldalán leugrottak a fedélzetről. Mikor a „Nürnberg” már olyan mértékben a jobb oldalára dőlt, hogy a víz a parancsnoki szalont középen elérte, én is vízbe kerültem. Rövid idővel később a hajó eltűnt az árban. A „Kent” a tüze beszüntetése és a hajó elsüllyedése között eltelt idő alatt 3-4000 méterre a jobb oldalon a hajó oldalára merőlegesen ellenkező irányba állva megállapodott. Miután már hosszabb ideje a vízben úsztam, fordult csak a havária helyszíne felé. A három előttem vízbe kerülő tisztet még sokáig láttam, de aztán szem elől veszítettem őket, mivel a szél megerősödött és a tenger kissé már tarajozódni kezdett. Én a „Kent” felé úsztam és el is értem azt. Amint meg tudtam markolni valami szilárdat, elveszítettem az eszméletemet, ezért nem tudom, hogy hogyankerültem fel a fedélzetre. Amikor napokkal később az angol őrmestertől visszakaptam a zsebórámat, megállapítottam, hogy a belékerült tengervíz miatt a fedélzet szerinti 7 óra 7 perckor megállt.
A „Glasgow” tisztjei által a cirkálóraj túlélő tisztjeivel közöltek szerint a „Kent” elsőtisztjét olyannyira megragadták a „Nürnberg” elmerülésekor tapasztaltak – a süllyedő hajón négy ember egy rúdra erősített csónakzászlót tartott a magasba miközben énekeltek –, hogy a „Glasgow” tisztjeinek így nyilatkozott: „Azt szeretném, ha az én embereim is ilyen hősiességgel tudnának meghalni, ha egyszer eljönne az utolsó pillanat! ”

## A hajó parancsnokai

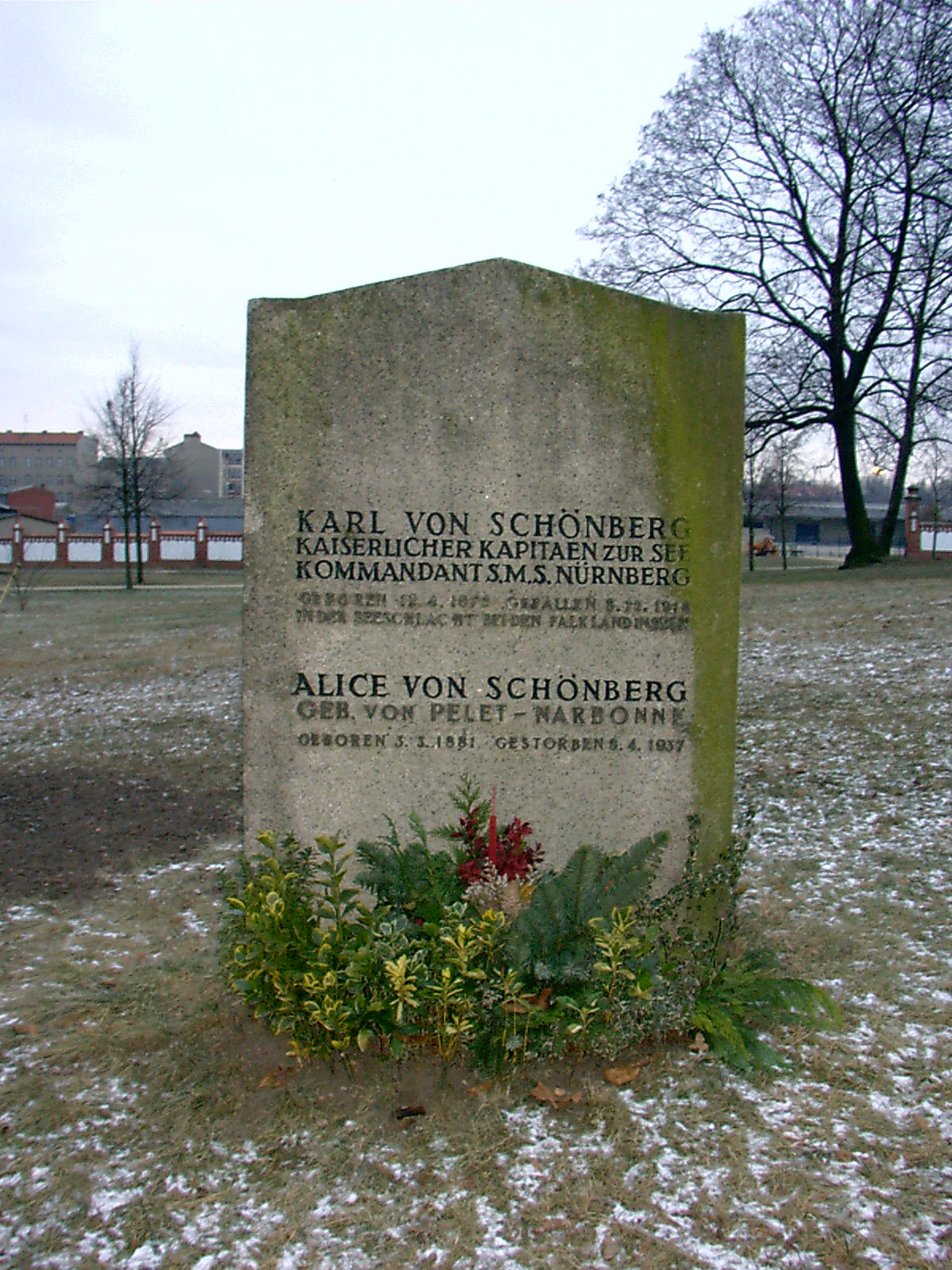
Karl von Schönberg sorhajókapitány síremléke Berlinben

| 1908. április 10. – július 11.         | Georg Schur fregattkapitány                        |
| 1910. február 1. – 1911. november      | Carl Tägert korvettkapitány/fregattkapitány        |
| 1911. november – 1913. december 19.    | Hermann Mörsberger fregattkapitány/sorhajókapitány |
| 1913. december 20. – 1914. december 8. | Karl von Schönberg fregattkapitány/sorhajókapitány |

## Fordítás
- Ez a szócikk részben vagy egészben  a   SMS Nürnberg (1906) című német Wikipédia-szócikk ezen változatának fordításán alapul.  Az eredeti cikk szerkesztőit annak laptörténete sorolja fel. Ez a jelzés csupán a megfogalmazás eredetét és a szerzői jogokat jelzi, nem szolgál a cikkben szereplő információk forrásmegjelöléseként.
- Ez a szócikk részben vagy egészben  a   SMS Nürnberg (1906) című angol Wikipédia-szócikk ezen változatának fordításán alapul.  Az eredeti cikk szerkesztőit annak laptörténete sorolja fel. Ez a jelzés csupán a megfogalmazás eredetét és a szerzői jogokat jelzi, nem szolgál a cikkben szereplő információk forrásmegjelöléseként.

## Linkek
- A német Bundesarchiv  coroneli csatához kapcsolódó galériája
- A Google Cultural Institute coroneli csatához kapcsolódó kiállítása